# Municipio de Osage (condado de Allen)
El municipio de Osage (en inglés: Osage Township) es un municipio ubicado en el condado de Allen en el estado estadounidense de Kansas. En el año 2010 tenía una población de 258 habitantes y una densidad poblacional de 2,07 personas por km².

## Geografía
El municipio de Osage se encuentra ubicado en las coordenadas 38°0′5″N 95°8′35″O / 38.00139, -95.14306. Según la Oficina del Censo de los Estados Unidos, el municipio tiene una superficie total de 124.91 km², de la cual 124,01 km² corresponden a tierra firme y (0,72 %) 0,89 km² es agua.

## Demografía
Según el censo de 2010, había 258 personas residiendo en el municipio de Osage. La densidad de población era de 2,07 hab./km². De los 258 habitantes, el municipio de Osage estaba compuesto por el 94,96 % blancos, el 1,16 % eran afroamericanos, el 1,16 % eran amerindios, el 0,39 % eran de otras razas y el 2,33 % eran de una mezcla de razas. Del total de la población el 1,94 % eran hispanos o latinos de cualquier raza.